# 木曽森林鉄道
木曽森林鉄道（きそしんりんてつどう）は林野庁長野営林局管内の長野県の木曽谷の国有林の運材のため運行していた森林鉄道の通称である。木曽谷には最盛期に10営林署が存在し、各署が1、2線の森林鉄道を保有していた。中でも上松運輸営林署管内の小川森林鉄道と王滝森林鉄道は規模も大きく、かつ比較的最近まで残っていたことから全国の森林鉄道の中でも高い知名度を誇っている。
最盛期には、路線の総延長は400 kmにものぼっていた。しかし、道路が整備されてトラックが木材の輸送を担うようになってから姿を消していった。

## 歴史
- 1916年（大正5年） 小川森林鉄道開業
- 1923年（大正12年） 王滝森林鉄道開業
- 1966年（昭和41年） 小川森林鉄道廃止
- 1975年（昭和50年） 王滝森林鉄道廃止
- 1976年（昭和51年） 鯎川森林鉄道廃止

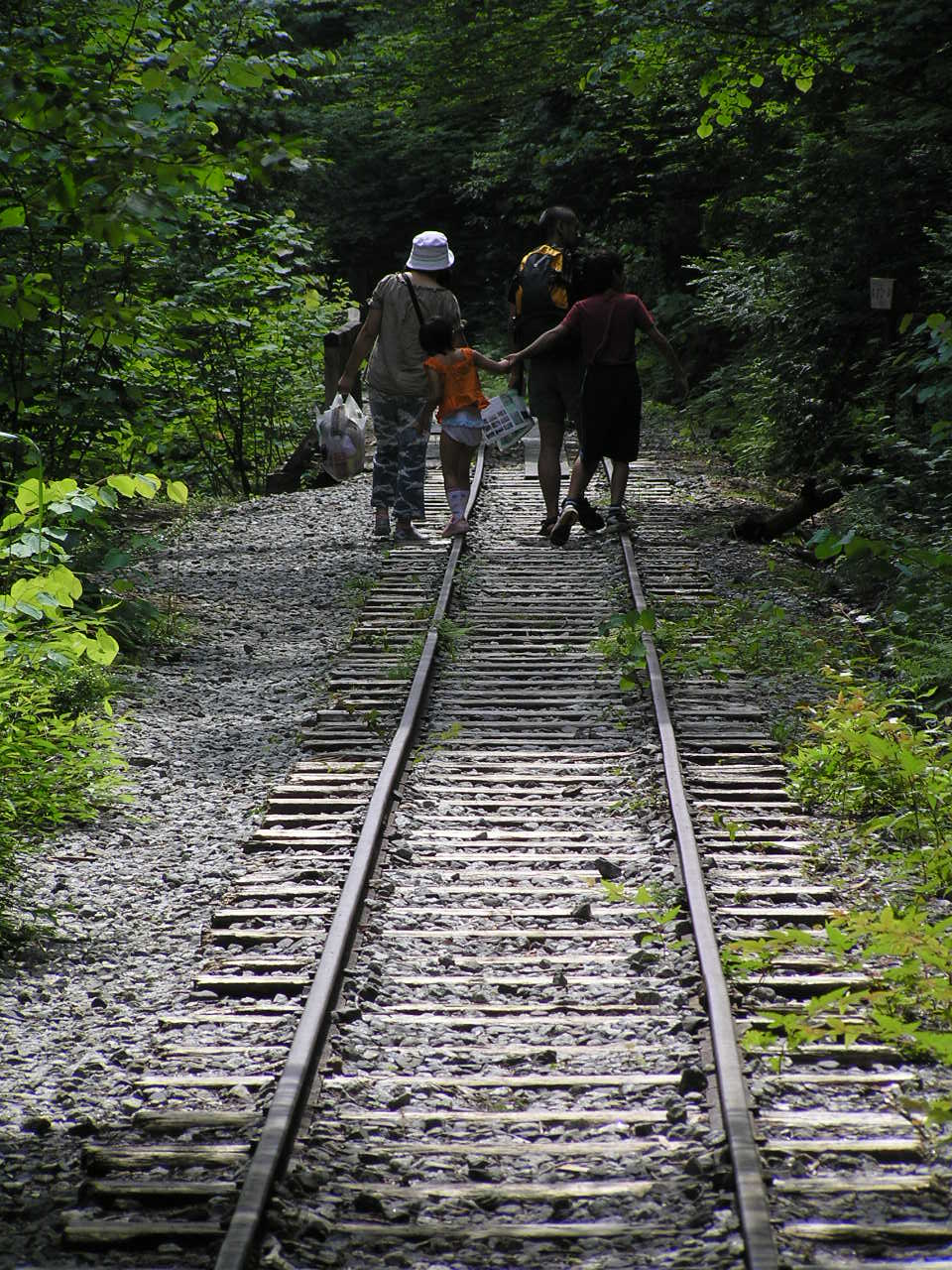
木曽森林鉄道線跡は現在はハイキングコースになっている

## 路線データ
廃止時点

### 上松運輸営林署
- 小川森林鉄道
  - 黒沢支線
- 王滝森林鉄道
  - 白川支線
  - 三浦変更線
- 瀬戸川森林鉄道
- 鯎川（うぐいがわ）森林鉄道（大鹿停車場 - 鯎川停車場）

### 王滝営林署
- 鯎川森林鉄道（鯎川停車場 - 助六）
- 小俣森林鉄道
- 濁川森林鉄道
- 鈴ヶ沢森林鉄道
- 三浦本谷森林鉄道

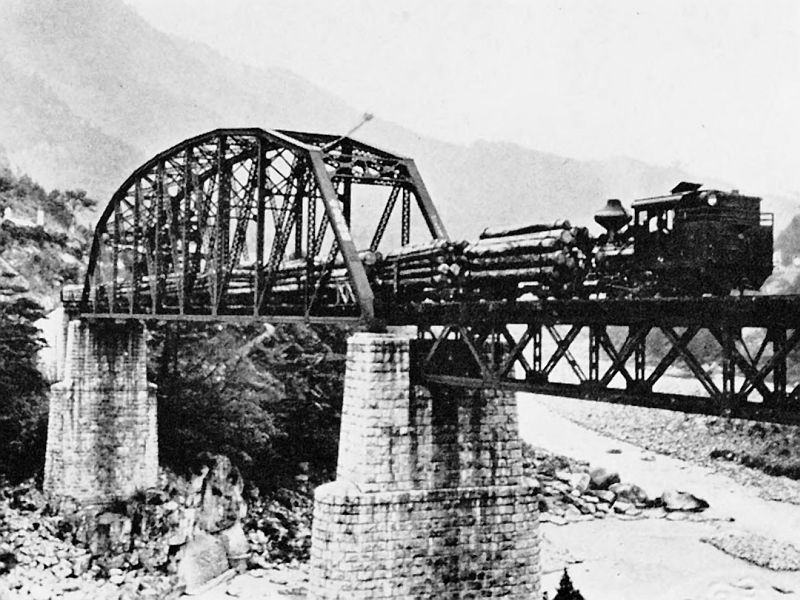
小川森林鉄道
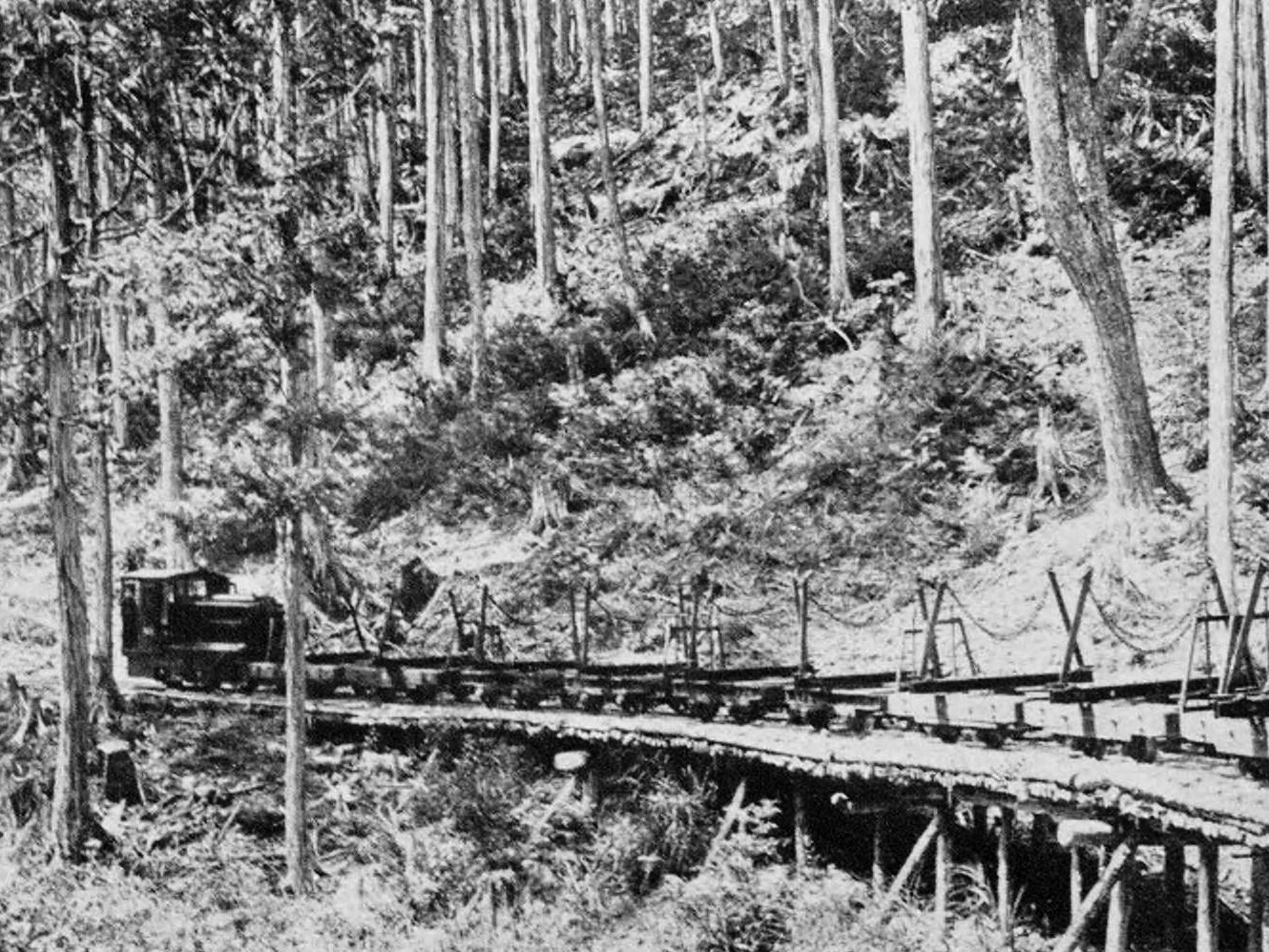
小川御料地を走る列車

## 車両
形式名は、林野庁所属の車両には、機関車は国鉄同様の機関の種類（D:ディーゼル）、同軸数（B:二軸）、更に空気ブレーキ対応車はTの順のアルファベットが付けられ、これに整備重量のトン数を加え形式としていた（例:DBT10）。非牽引車は、用途や車体サイズで分けられた種別ごとに、A型、B型、C型…とアルファベット順に分けられていた。また、一両ごとに形式とは別の通し番号もつけられていた。なお、この付番方法では同一形式に異なる車種が含まれており、村所属の車両等では無番号の車両もあるため、ここでは便宜上、メーカー側の形式名や、俗称、種別を記載する。

### 機関車
- ボールドウィン製小型蒸気機関車（保存車）
- 加藤製作所製ガソリン機関車 - 主に開田線、小木曽森林鉄道、本線の入替用
- 酒井工作所製
  - A型ディーゼル機関車（保存車）
  - B型ディーゼル機関車（保存車） - 「やまばと」号用車両も存在。
  - C1型ディーゼル機関車
  - C4型ディーゼル機関車
  - F4型ディーゼル機関車
- 協三工業製10tディーゼル機関車 - 北見営林署から上松運輸営林署へ転属した車両。台枠構造等が他の形式と大幅に異なることでメンテナンスに難があり、廃線まで定期的な運用を持つことは無かった。主に不定期に王滝本線の主力機であった酒井製作所C型の故障時等の代走として本線の旅客列車や運材列車で活躍していた。
- 北陸重機工業製ディーゼル機関車 - 王滝本線末期に入線したものと復活運転用に1996年に新造したものが存在。末期に元立山砂防軌道の機関車が改軌の上で入線したものは松原スポーツ公園で動態保存中。復活運転用に新造したものは外観は酒井工作所製B型を忠実に再現している。

ほかに入替機、モーターカーなどが多数在籍していた。

### 客車
- B型客車（保存車） - 中型～大型の客車の形式名で、運材台車を転用し車体を新製した客車、主に北海道地区からの転属車である当初から客車として製造された、アーチバー台車を装着した客車が存在する。また、みやま号に充当される客車は、通常のものより大型で、一部に添乗員席が設置された専用の客車が使用されていた。14号車は北見営林局管内（営林署不明）から転配されたもので、廃止後に北海道丸瀬布町（現：遠軽町）に譲渡され1980年から丸瀬布森林公園いこいの森で運行された。
- 「やまばと」号用客車 - 王滝村村有の客車で、沿線の児童の定期通学列車の「やまばと」号に使用されていた。児童の安全対策のため、車体は半鋼製で車内はクロスシートとなっていた。
- C型客車 - 小型の2軸客車がこの形式名を名乗っていた。
- 理髪車
- 貴賓車 - 皇太子（現：上皇）が赤沢の神宮備林を視察する際に使用した[1]。

など

### 貨車
- 運材台車（保存車） - 「きそしん」の全ての被牽引車の足回りの基本となる台車で、貫通式空気ブレーキを装備。鋼材組み立て式と一体鋳造式、ハンドブレーキの有無などで大別される。材木の両端に設置するものと、中央に設置しバランスをとりながら走行するものがあった。
- 土砂運搬車 - ナベトロ
- タンク車
- E型有蓋貨車 - B型客車同様の運材台車改造の足回りに箱形の貨物室を取り付けた有蓋貨車。みやま号等の定期旅客列車では、沿線集落への生活物資の輸送がある際に連結されていた。

### 事業用車
- ロータリー車
- 除雪ヘッド
- 作業員輸送車
- 操重車（保存車）
- 貴賓客車
- 制動車（空気ブレーキ制御車、カブース）
- 非常車

ほかにも、保線用車両などが多数在籍していた。

### 保存車両
- 松原スポーツ公園 - 王滝村の松原スポーツ公園に、ディーゼル機関車132号機・142号機・モーターカー4号機・関西電力のモーターカー・小型B型客車・砂利運搬車・運材台車が動態保存されている[2]。
- 赤沢森林鉄道 - 上松町の赤沢自然休養林には赤沢森林鉄道が観光客向けに運営されていて、ボールドウィン製1号蒸気機関車が保存されている。乗客を運搬する車両は新型で、ディーゼル機関車は北陸重機製[3][4]。
- 藤崎森林公園 - 千葉県習志野市の藤崎森林公園に、ディーゼル機関車92号機・運材台車・ボギー客車「助六」が保存されている[5]。

王滝村においても「りんてつ倶楽部」により、全国より募金をつのり松原スポーツ公園にて新たに軌道を敷設し本格的な動態保存に向け作業を行っている。

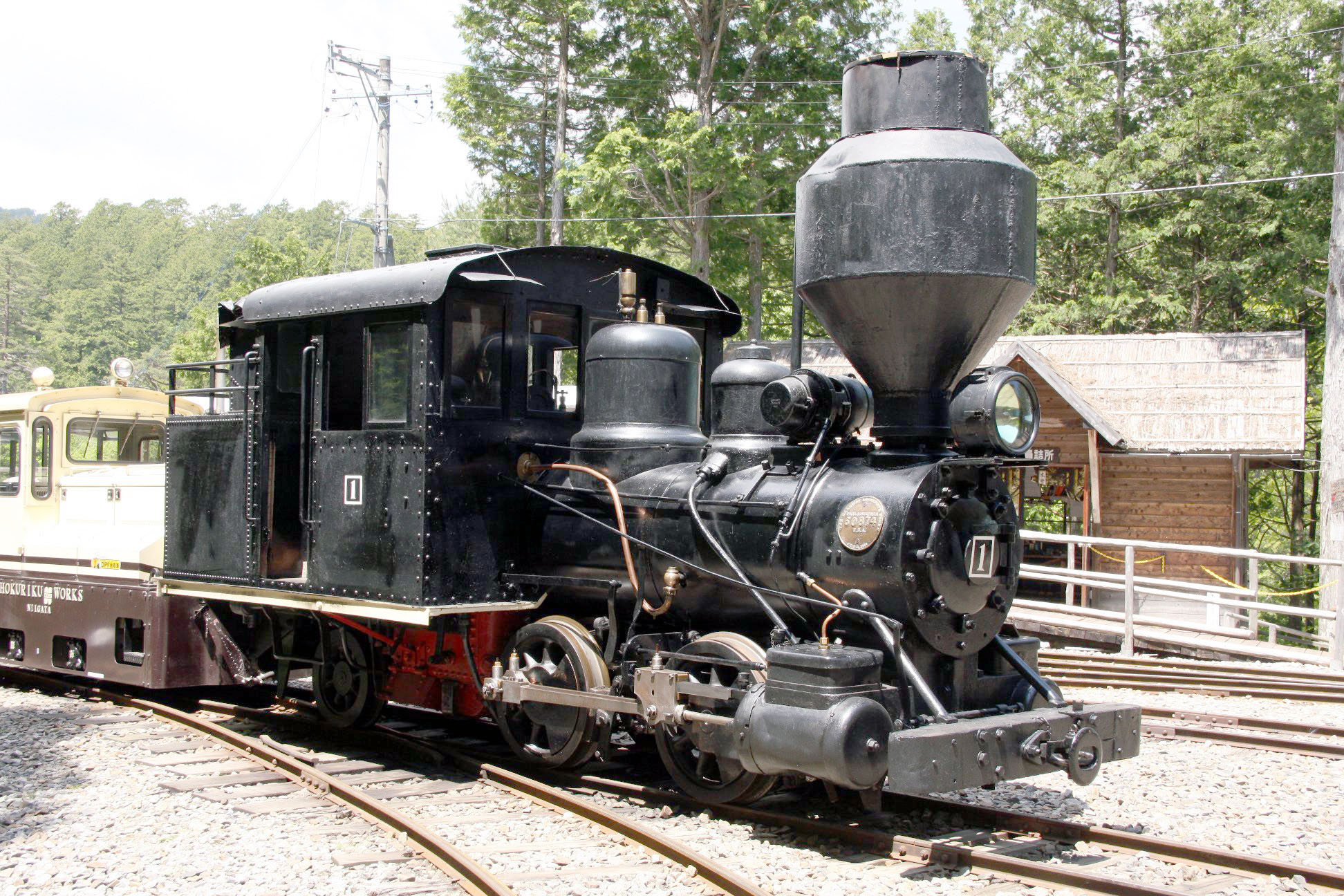
赤沢自然休養林で保存されているボールドウィン製蒸気機関車
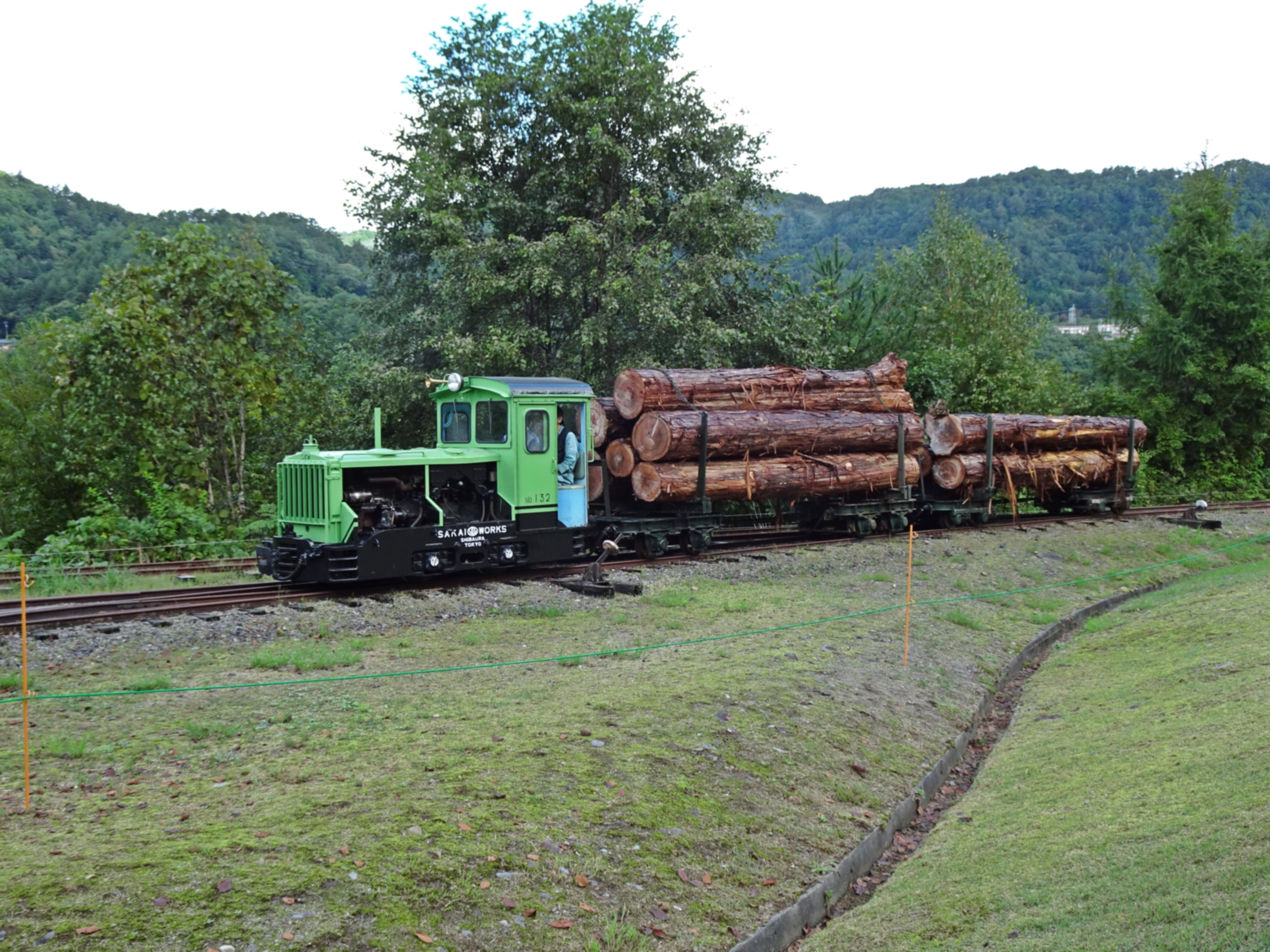
運材列車（復元）
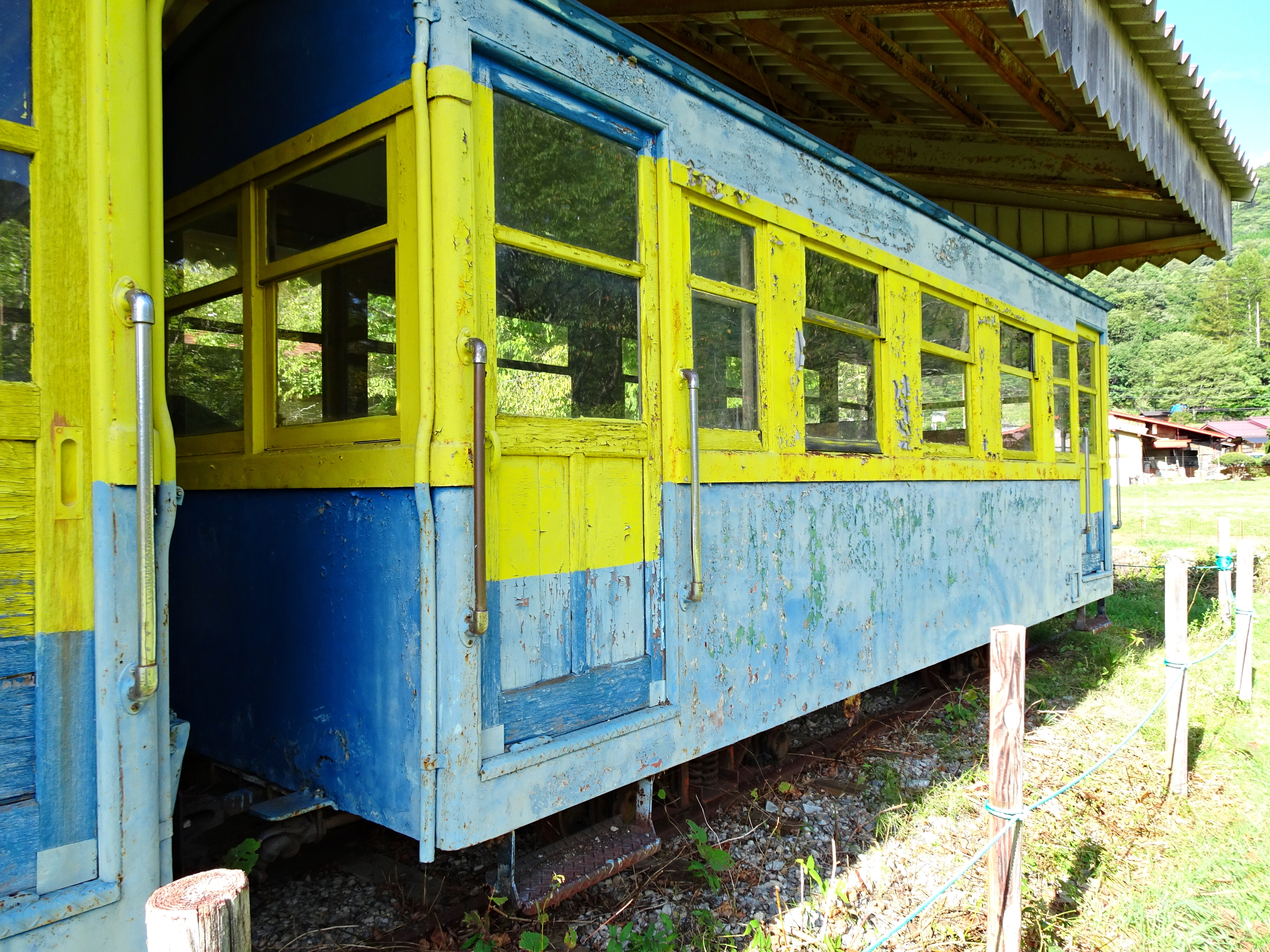
児童通学列車「やまばと号」用客車
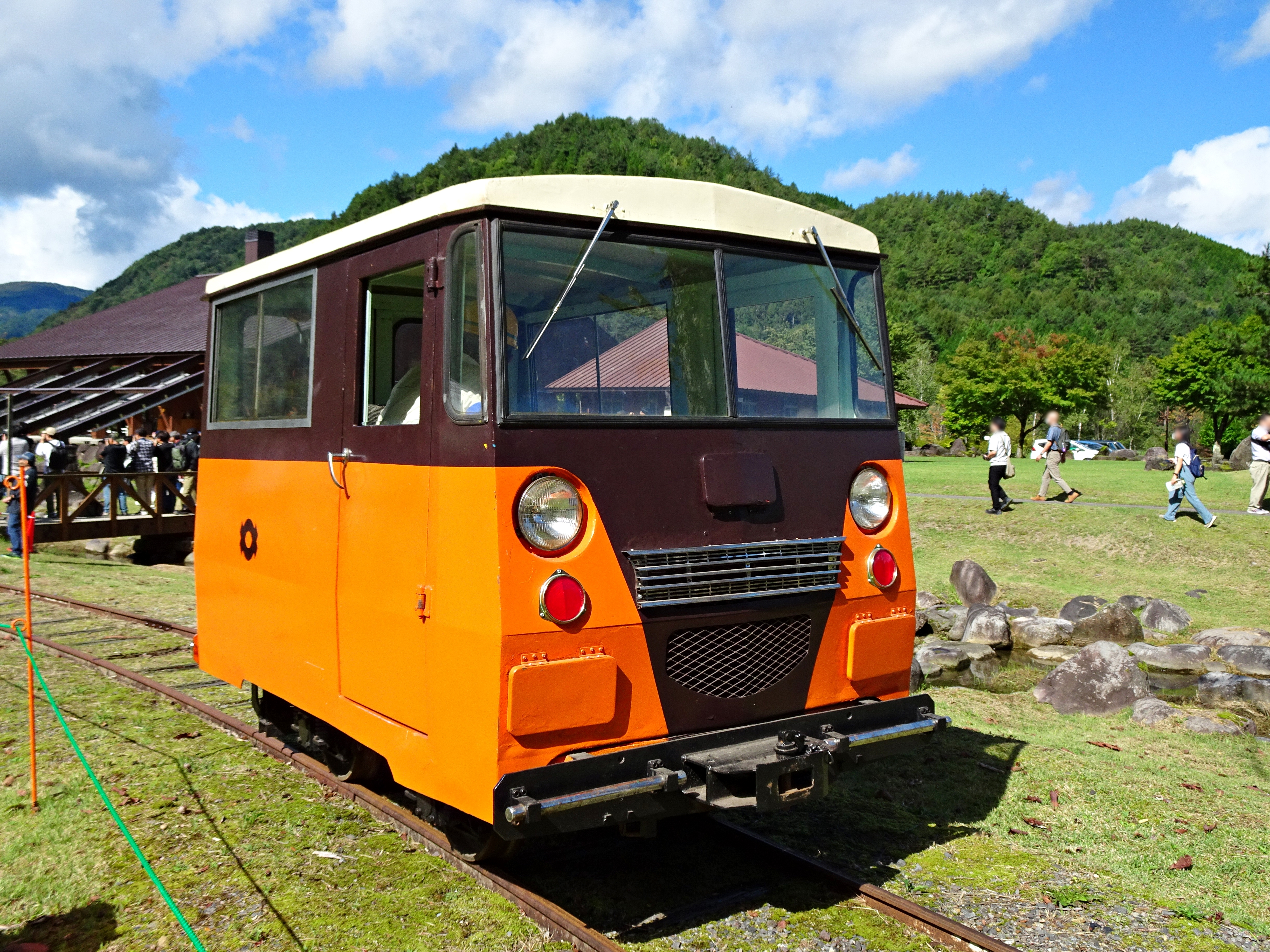
元関西電力のモーターカー
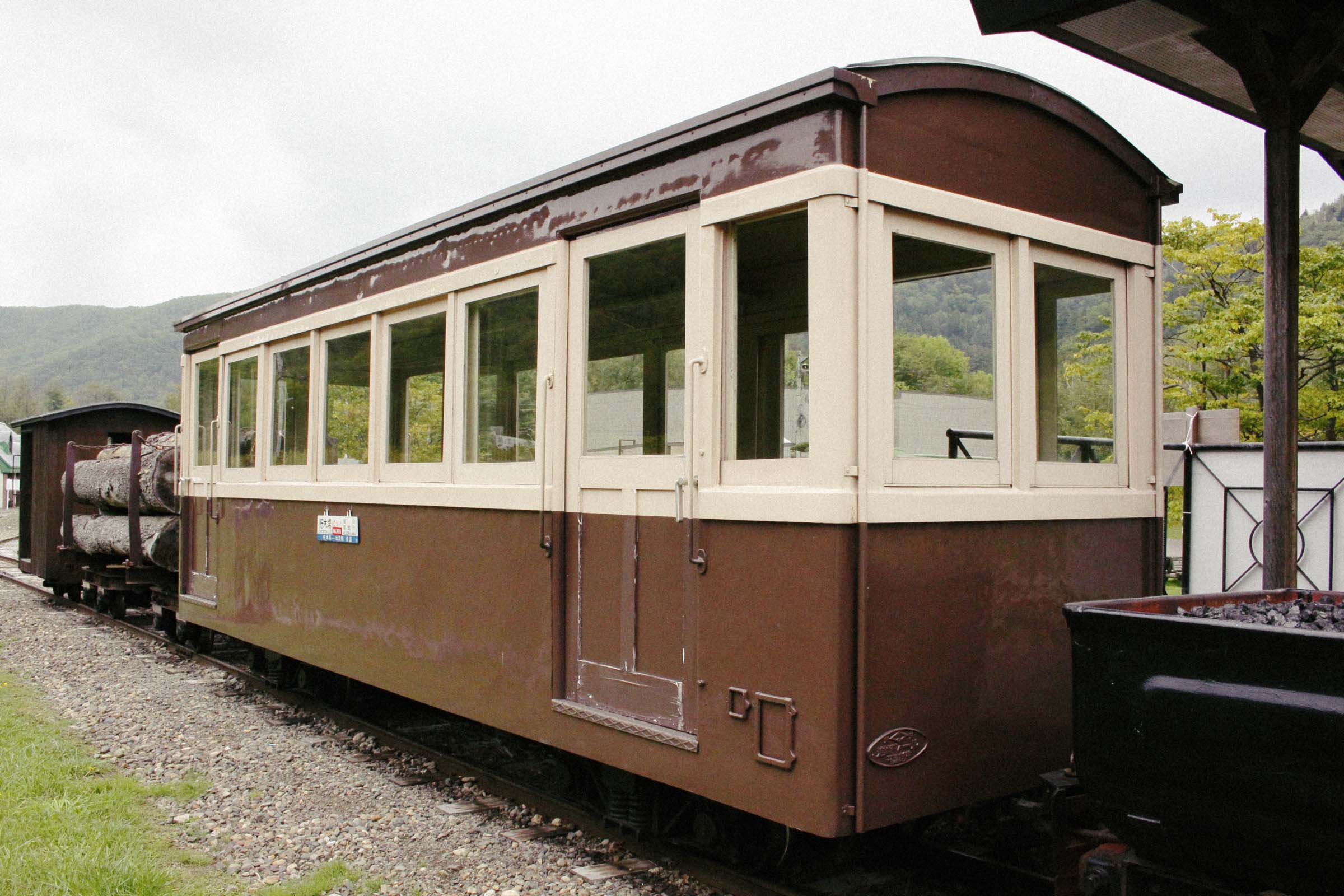
上松運輸営林署B型客車（2014年）
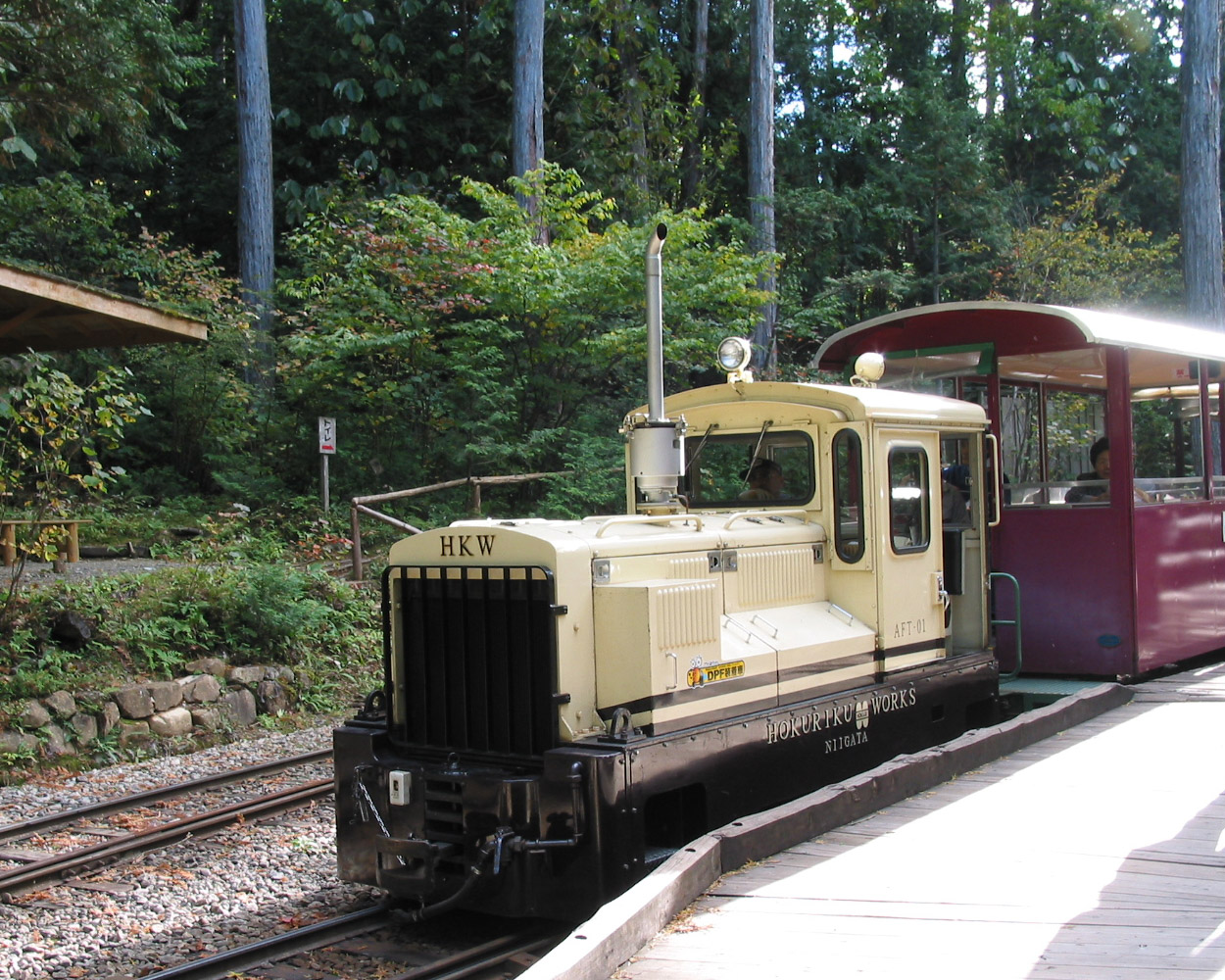
復活運転の赤沢森林鉄道

## 運行形態
本線などで、タブレット閉塞を利用した閉塞区が設けられていた。また、旅客列車は、便乗という名目で沿線住民や観光客の旅客輸送を行っており、晩年には、みやま号と名づけられた定期列車が走っていた。また、観光客が当鉄道に乗車する際は、乗務員から「生命の保証はしない」という説明をしていた。みやま号は、観光客や沿線住民の利用できる車両、人数が定められていた。みやま号以外にも、職員用のおんたけ号もあった。また、当時沿線は山間の集落で、交通事情が悪かったこともあり、「やまばと号」などの通学列車なども運行されていた。なお、児童の安全のため専用車両には、半鋼化などの改造がなされていた。これは、客車一両に限り沿線住民なども利用することができた。

## 代替輸送
現在小川森林鉄道の上松駅～赤沢停車場間に沿って上松町営バス赤沢線が運行されている。また、途中の焼笹までは上松町コミュニティバスも運行されている。王滝森林鉄道は木曽町生活交通システム三岳･王滝線と王滝村営バス田の原線が代替輸送を行っている。滝越までは巡回王滝号が運行されている。

## ドキュメンタリー
- 新日本紀行「木曽森林鉄道〜長野〜」（1973年、NHK）[10]